# 疱瘡神
疱瘡神（日语：ホウソウシン 或 ホウソウカミ）是日本及琉球民間將天花（日語稱為疱瘡）神格化而生的凶神，別名為笠神、芋明神（（日語）イモミョウジン）、裳神、痘鬼神等。

## 概要

### 日本本土

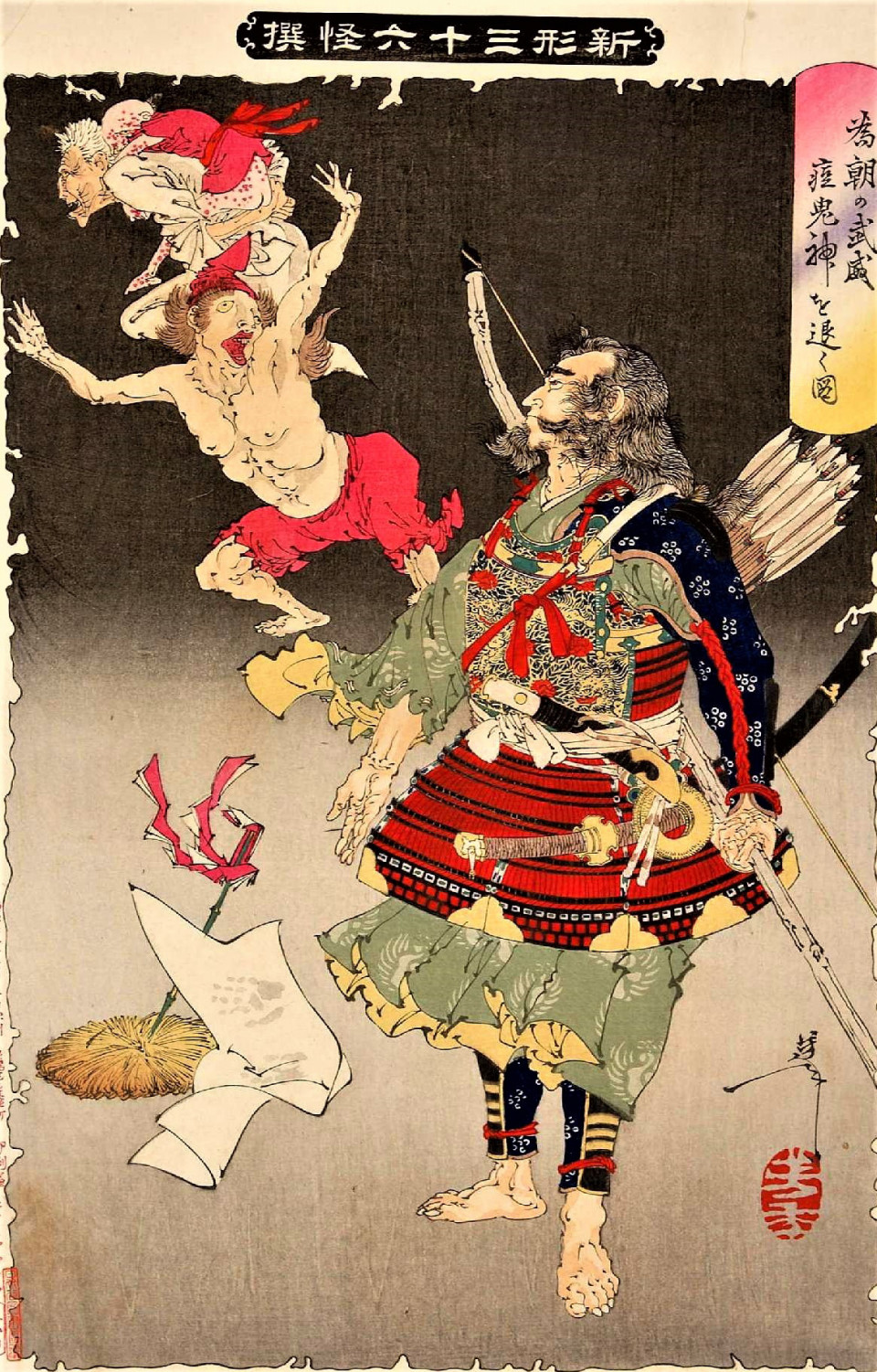
月岡芳年所繪之《新形三十六怪撰》，描述威武的源為朝退治痘鬼神

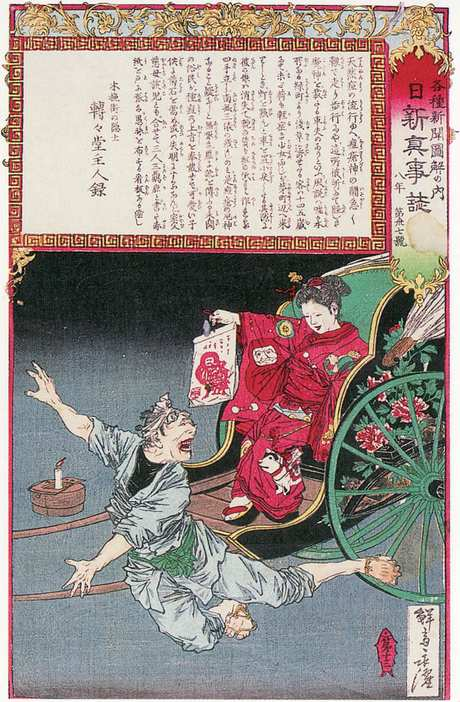
《錦繪新聞》日新真事誌繪製的疱瘡神

據成書於平安時代的《續日本紀》記載，天花乃是天平7年（735年）從朝鮮半島新羅傳入日本。當時司掌外交事務的大宰府位於筑前國（今福岡縣筑紫郡），由於頻繁接觸外國人而成為這種傳染病的源頭，所以跟調職至大宰府的菅原道真和藤原廣嗣的御靈信仰有所關聯，也有人認為天花跟怨靈孤魂有關。神功皇后在三韓征伐時除祭祀住吉大明神，為了減輕病狀也曾祭拜疱瘡神。寬政年間之古籍《叢柱偶記》也記錄了：「本邦患痘家，必祭二疱瘡神，夫妻二位於堂，俗謂之裳神。」
在醫學不發達的古代，毫無根據的流言蜚語多將天花擬人化，甚至連目擊過疱瘡神的風言風語都出籠了。明治8年（1875年）本所（今東京都墨田區）曾傳出乘坐黃包車的少女憑空消失，因為車伕目擊了紅色的東西，訛傳成疱瘡神，當時的《錦繪新聞》日新真事誌便報導出此事件（如左圖）。
相傳疱瘡神不喜歡狗和紅色，因此為了祛除疱瘡神，各地流傳以紙糊的狗模型、紅色錢幣、或者繪有紅色鍾馗的護身符等風俗。甚至在天花患者周圍擺放紅色物品，未感染天花的孩童則給予紅色玩具、穿紅色內衣褲，在家具或擺設物貼上祛除疱瘡神的符籙等。以紅色物品而言，也有人使用紅色「鯛車」玩具、猩猩人偶模型等。在這種以紅色物品祛除疱瘡神的思想下，大家普遍認為患者發疹後是一個好徵兆，甚至相信奉獻鮮血以鎮壓惡魔的憤怒。江戶時代習慣將紅色為主的護身符稱作「赤繪」，描繪對象則有源為朝、金太郎、鍾馗、舞獅、達摩、桃太郎等，且內容與孩童成長相關。傳說源為朝被流放至伊豆諸島後，曾在八丈島擊退疱瘡神。至於達摩，則因流傳下來的赤繪曾出現「もて遊ぶ犬や達磨に荷も軽く湯の尾峠を楽に越えけり（帶著狗玩偶和達摩不倒翁輕鬆地度過湯尾山頂）」，其中「湯尾峠」位於今福井縣南部，這也是疱瘡神討厭狗的緣由。
江戶時代讀本《椿說弓張月》描述源為朝在八丈島追擊痘鬼（即疱瘡神）時，為了避免再度進入曾搜查過的民家，遂於民家門口記上自己的名字。後來演變成家家戶戶為了躲避天花侵襲，在門口貼上以痘鬼手形畫押的貼紙。浮世繪畫家月岡芳年在《新形三十六怪撰》繪製〈為朝の武威痘鬼神を退く図〉（見右上圖），即是描繪此一場面。關於前述的貼紙，也有人寫上「（日語）子供不在」（兒童不在家），以避免疱瘡神找上門。
天花是傳染病，患者發病時也會蔓延至周遭的親友，所以古時候不只以前述物品防治，各地更盛行全村莊的人以舞蹈的方式將疱瘡神送出村外的「疱瘡囃子」、「疱瘡舞」等，大家一面敲擊鐘、太鼓，吹奏笛子，一面跳舞送走惡神。不過某些地方並沒有將疱瘡神視為凶神，譬如新潟縣中頸城郡（2005年已併入上越市）遇到孩童罹患天花時，以稻草、小竹葉製作「棧俵」（（日語）サンバイシ），發病一周後將之套在患者孩童的頭上，一邊唱著「疱瘡之神，您辛苦了」一邊撒開水，這種儀式稱之為「祓」（（日語）ハライ）。
在醫學不發達的古代，人們以為天花發病傳染是因為沒有祭拜疱瘡神，為了祈求減輕症狀，膜拜疱瘡神成了一種信仰。疱瘡神並無特定神像，大多在石頭或石祠刻上疱瘡神塔。基於這種疾病神是境外移入，這種疱瘡神塔多半位於村莊入口處或神社內，也因此前述「疱瘡囃子」、「疱瘡舞」等皆在這些場所舉行。
幕府時代末期開始實施種痘，為了讓民間認識新式的預防接種措施，幕府在宣傳資料上繪製了一個騎在牛背上的「牛痘兒」趕跑了疱瘡神，而接種牛痘的效果也很顯著，有效控制天花的疫情。不過日本民間依然將驅除疱瘡神的風俗習慣傳承下來，比方兵庫縣多紀郡篠山町（今丹波篠山市）的人習慣在孩童接種牛痘一星期後，準備上有錢幣、以小竹葉編成的棧俵、紅小豆糯米飯、水引等置於道路旁，以送走疱瘡神。大阪府豐能郡能勢町也有稱為「湯がけ」的類似習俗，種痘後第12日準備綁上紅紙的棧俵、紅小豆糯米飯送走疱瘡神。千葉縣印旛郡當年流行天花時，大人們讓小孩的肩膀揹著萬盞燈，一邊打鼓一邊繞著村子走，這種習俗持續到明治10年。進入21世紀後，日本仍有些家庭裡供奉代表疱瘡神的紅色錢幣，感謝疱瘡神沒有讓他們感染天花。前述的「疱瘡囃子」、「疱瘡舞」舞蹈也發展成民俗活動，茨城縣土浦市田宮地區的田宮囃子、鹿兒島縣薩摩郡入來町（今薩摩川内市）的疱瘡舞等活動，都被該縣指定為無形民俗文化財產。

### 琉球
琉球曾流行過天花（宮古方言謂之），患者穿著紅色衣服，男人們在夜間演奏三線歌頌痘瘡神，試圖緩和其怒氣。根據地區的不同，有些會裝飾蘭花、焚燒加羅、表演舞獅等。琉歌裡有一種疱瘡歌，用以讚美疱瘡神，祈禱能減輕、治癒天花。形式上看起來是琉歌，事實上卻是咒語。

## 神社
- 本光寺（千葉縣市川市）

## 內部連結
- 瘟神

## 外部連結
- （日語）疱瘡神（ほうそうがみ） （页面存档备份，存于）
- （日語）疱瘡絵 （页面存档备份，存于）